# François Pavilla
François Pavilla est un boxeur professionnel français né le 10 octobre 1937 à Fort-de-France et mort le 22 août 1968 dans le 16e arrondissement de Paris.

## Biographie
Arrivé à Paris en 1951, il passe professionnel en 1959 au sein du groupe de Jean Bretonnel et devient champion de France des poids welters le 13 janvier 1964 aux dépens de Maurice Auzel. Battu l'année suivante par Jean Josselin, il redevient champion de France en 1966 et 1967. Pavilla échoue en revanche en championnat d'Europe face à Fortunato Manca le 9 octobre 1964 et contre le champion du monde unifié de la catégorie, Curtis Cokes, le 19 mai 1967. Il perd son dernier combat face à Marcel Cerdan Jr le 29 avril 1968. Il demandera sa revanche à Cerdan, qui acceptera, mais le combat ne se fera jamais car François décède tragiquement au cours d'une opération chirurgicale pour un décollement de la rétine. Aujourd'hui des stades et une rue portent son nom en Martinique en sa mémoire.

## Anecdotes
- François Pavilla apparait dans le film de Claude Lelouch Vivre pour vivre avec Yves Montand et Annie Girardot.
- Il fera aussi quelques publicités comme pour La vache qui rit et Oncle ben's.
- C'est le grand père du rappeur Kamnouze.

## Référence
1. ↑  Archives en ligne de Paris 16e, année 1968, acte de décès no 1146, cote 16D 228, vue 14/31
2. ↑  Interview de François Pavilla sur la TSR le 08/10/65